# Adelmo Arcoverde
Adelmo de Oliveira Arcoverde (Serra Talhada, 31 de julho de 1955) é um compositor, instrumentista, arranjador e violeiro de música popular brasileira.

## Discografia
Solo
- O Convertido (2013)
- Mensageiro (2014)

Músicos
- Adelmo Arcoverde (Viola)

- André Arcoverde ( Viola)

- Alisson Budega ( Contra baixo e Baixo)

- Júnior Codorna ( Bateria e Percussão)

Orquestra de Cordas e Dedilhas de Pernambuco
- Orquestra de Cordas e Dedilhas de Pernambuco (1984) Funarte
- Orquestra de Cordas e Dedilhas de Pernambuco (1987) Som da Gente

Participações em outros trabalhos
- Viola Marvada/ Ao Capitão Furtado (1987) Funarte
- Violeiros do Brasil (1999) Núcleo Contemporâneo